# Jean Cornelis
Jean Cornelis (Lot, 1941. augusztus 2. – Anderlecht, 2016. március 21.) válogatott belga labdarúgó, hátvéd.

## Pályafutása

### Klubcsapatban
1958 és 1971 között az Anderlecht labdarúgója volt, ahol hét belga bajnoki címet és egy kupagyőzelmet ért el. Tagja volt az 1969–70-es idényben VVK-döntős csapatnak. 1971–72-ben a Beveren játékosa volt. 1972–73-ban az RCC Schaerbeek csapatában fejezte be az aktív játékot.

### A válogatottban
1962 és 1968 között 19 alkalommal szerepelt a belga válogatottban és egy gólt szerzett.

## Sikerei, díjai
Anderlecht
- Belga bajnokság
  - bajnok (7): 1958–59, 1961–62, 1963–64, 1964–65, 1965–66, 1966–67, 1967–68
- Belga kupa
  - győztes: 1965
- Vásárvárosok kupája (VVK)
  - döntős: 1969–70